# Guvernul Petre Roman (2)
Guvernul Petre Roman (2) a guvernat România în perioada 28 iunie 1990 - 30 aprilie 1991.

## Componență
- Prim-ministru

Petre Roman - (28 iunie 1990 - 26 septembrie 1991)
Theodor Stolojan (1 - 16 octombrie 1991)
26 septembrie 1991 - Primul-ministru Petre Roman își părăsește funcția. El critică felul în care președintele Ion Iliescu a acționat în timpul mineriadei începute la 23 septembrie. Iliescu anunță constituirea unui 'guvern de deschidere națională'.
1 octombrie 1991 - Fostul ministru de finanțe Theodor Stolojan este numit prim-ministru.
- Ministru de stat, însărcinat cu activitatea industrială și comercială[1]

Anton Vătășescu - (28 iunie 1990 - 30 aprilie 1991)
20 martie 1991 - În ședința de Guvern, Anton Vătășescu, ministru de stat, însărcinat cu activitatea industrială și comercială, Theodor Stolojan, ministru de finanțe, și Mihai Zisu, ministrul resurselor și industriei, își prezintă demisiile din funcție. Cauzele mărturisite țin de ritmul prea lent al reformei. La cererea primului-ministru rămân în funcție.
30 aprilie 1991 - Remaniere guvernamentală.
- Ministru de stat, însărcinat cu orientarea economică

Eugen Dijmărescu (28 iunie 1990 - 30 aprilie 1991)
- Ministru de stat, însărcinat cu calitatea vieții și protecția socială

Ion Aurel Stoica (28 iunie 1990 - 21 februarie 1991)
Dan Mircea Popescu (30 aprilie 1991 - 16 octombrie 1991)
21 februarie 1991 - Ion Aurel Stoica demisionează din funcția de ministru de stat, însărcinat cu calitatea vieții și protecția socială, în urma conflictului de muncă de la Regionala CFR Iași, rămânând ministru fără portofoliu (30 aprilie - 16 octombrie 1991).
- Ministru fără portofoliu

Ion Aurel Stoica (30 aprilie - 16 octombrie 1991)
- Ministru, asistent al primului-ministru pentru reformã și relația cu parlamentul[1]

Adrian Severin (28 iunie 1990 - 16 octombrie 1991).
- Ministru de interne

Doru Viorel Ursu (28 iunie 1990 - 16 octombrie 1991)
- Ministrul afacerilor externe

Adrian Năstase (28 iunie 1990 - 16 octombrie 1991)
- Ministru de finanțe

Theodor Stolojan (28 iunie 1990 - 30 aprilie 1991)
- Ministru de stat, ministrul economiei și finanțelor

Eugen Dijmărescu (30 aprilie - 16 octombrie 1991)
30 aprilie 1991 - Remaniere guvernamentală.
- Ministrul justiției

Victor Babiuc (28 iunie 1990 - 16 octombrie 1991)
- Ministrul culturii

Andrei Pleșu (28 iunie 1990 - 16 octombrie 1991)
- Ministrul învățământului și științei

Gheorghe M. Ștefan (28 iunie 1990 - 16 octombrie 1991)
- Ministrul apărării naționale

General Victor-Atanasie Stănculescu (28 iunie 1990 - 30 aprilie 1991)
General Niculae Spiroiu (30 aprilie - 16 octombrie 1991)
30 aprilie 1991 - Remaniere guvernamentală.
- Ministrul resurselor și industriei

Mihai Zisu (28 iunie 1990 - 30 aprilie 1991)
- Ministrul industriei

General Victor-Atanasie Stănculescu (30 aprilie - 16 octombrie 1991)
30 aprilie 1991 - Remaniere guvernamentală.
- Ministrul agriculturii și industriei alimentare

Ioan Țipu (28 iunie 1990 - 3 iunie 1991)
ad-int. Petru Mărculescu (15 iulie - 16 octombrie 1991)
3 iunie 1991 - A murit Ioan Țipu, ministrul agriculturii și industriei alimentare (n. 2 apr. 1937)
- Ministrul comunicațiilor

Andrei Chirică (28 iunie 1990 - 16 octombrie 1991)
- Ministrul comerțului și turismului

Constantin Fota (28 iunie 1990 - 16 octombrie 1991)
- Ministrul lucrărilor publice, transporturilor și amenajării teritoriului

Doru Pană (28 iunie 1990 - 16 octombrie 1991) 
3 septembrie 1991 - Doru Pană, ministrul lucrărilor publice, transporturilor și amenajării teritoriului este numit primar general al Bucureștiului.
30 aprilie 1991 - Remaniere guvernamentală, Ministerul împărțindu-se în Ministerul lucrărilor publice și amenajării teritoriului și Ministerul transporturilor.
- Ministrul transporturilor

Traian Băsescu (30 aprilie - 16 octombrie 1991)
- Ministrul mediului

Valeriu Eugen Pop (28 iunie 1990 - 16 octombrie 1991)
- Ministrul sănătății

Bogdan Marinescu (28 iunie 1990 - 16 octombrie 1991)
- Ministrul muncii și protecției sociale

Cătălin Zamfir (28 iunie 1990 - 30 aprilie 1991)
Mihnea Marinache (30 aprilie 1991 - 16 octombrie 1991)
30 aprilie 1991 - Remaniere guvernamentală.
- Ministrul tineretului și sportului

Bogdan Niculescu-Duvăz (28 iunie 1990 - 16 octombrie 1991)
- Ministrul însărcinat cu bugetul, în cadrul Ministerului Economiei și Finanțelor

Florian Bercea (30 aprilie - 16 octombrie 1991)
- Ministrul secretar de stat însărcinat cu privatizarea la Ministerul Agriculturii și Alimentației

Valeriu Pescariu (30 aprilie - 16 octombrie 1991)
- Secretar de stat la Ministerul de Externe, membru al Guvernului

Romulus Neagu (28 iunie 1990 - mai 1991)
- Secretar de stat la Ministerul Învățământului și Științei, membru al Guvernului

Andrei Țugulea (28 iunie 1990 - 16 octombrie 1991)

## Articole conexe
- Guvernul Constantin Dăscălescu (2)
- Guvernul Petre Roman (1)
- Guvernul Petre Roman (2)
- Guvernul Petre Roman (3)
- Guvernul Theodor Stolojan

## Sursa
- Rompres